# グッタ・フォン・エスターライヒ
グッタ・フォン・エスターライヒ（ドイツ語：Gutta von Österreich, 1302年 - 1329年3月5日）またはユッタ（Jutta）は、ローマ王アルブレヒト1世とエリーザベト・フォン・ケルンテンの娘で、結婚によりエッティンゲン伯妃となった。

## 生涯
グッタは1319年にウィーンでエッティンゲン伯ルートヴィヒ6世（1288年 - 1346年）と結婚した。1329年に死去し、ケーニヒスフェルデン修道院に埋葬された。1770年、ザンクト・ブラジエン大聖堂に改葬されたが、1806年にザンクト・ブラジエン修道院が閉鎖された後、シュピタル・アム・ピュールン修道院に移された。さらに1809年にケルンテンのラヴァントタールにあるザンクト・パウル修道院に改葬された。改葬時の記録によると、グッタは赤毛で黄色と黒の縞に花柄の絹のドレスを着ていたという。

## 参考文献

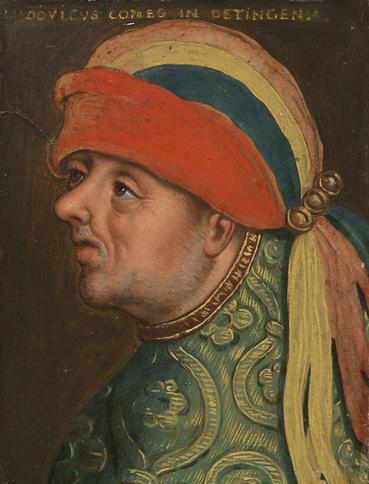
夫エッティンゲン伯ルートヴィヒ6世